# All Things to All People
All Things to All People är det danska rockbandet Carpark Norths andra album. Det släpptes i april 2005.
Den första singeln från albumet blev låten "Human", som även tillsammans med låtarna "Best Day" och "Fireworks" har blivit musikvideo.

## Låtlista
1. "Berlin" - 3:59
2. "Human" - 2:30
3. "Best Day" - 4:25
4. "Fireworks" - 4:19
5. "Run" - 4:34
6. "Song About Us" - 4:08
7. "Newborn" - 3:17
8. "Rest" - 5:05
9. "The Beasts" - 6:34
10. "Heart of Me" - 4:48